# Some Product: Carri on Sex Pistols
A Some Product: Carri on Sex Pistols a Sex Pistols tagjaival készült interjúkat tartalmazó album. A legtöbb interjút összevágták.
A lemezborító Jamie Reid munkája. Az album a 6. helyig jutott a Brit albumlistán.

## Az album dalai
Az albumon szereplő felvételeket John Varnom vágta össze az együttes tagjaival készült interjúkból és reklámokból. Egy részlet a Tubular Bells albumról származik.
1. The Very Name 'Sex Pistols' (több tag) – 5:27
2. From Beyond the Grave (Sid Vicious) – 8:27
3. Big Tits Across America (Paul Cook és Steve Jones egy amerikai rádiós szereplése) – 11:19
4. The Complex World of John Rotten (Johnny Rotten, a felvételen a John Lydon édesanyjával készült interjú részletei is hallhatók) – 8:18
5. Sex Pistols Will Play (Paul Cook and Steve Jones) – 3:21
6. Is the Queen a Moron? (interjú a God Save the Queen szövegével kapcsolatban) – 3:55
7. The Fucking Rotter (Sex Pistols) – 0:41 (a hírhedt Bill Grundy-interjú összevágott változata)